# Мазервелл, Роберт
Роберт Мотеруэлл, или Мазервелл, или Мазеруэлл (англ. Robert Motherwell; 24 января 1915, Абердин, Вашингтон — 17 июля 1991, Провинстаун, Массачусетс) — американский художник и коллажист, представитель абстрактного экспрессионизма и живописи действия в живописи.

## Жизнь и творчество
По образованию — философ. Р. Мотеруэлл начал рисовать в 1938 году, после поездки во Францию. В 1940 году познакомился в Мексике с Роберто Матта, у которого учился технике автоматизма и сюрреализма. В 1942 году принимал участие в выставке сюрреализма в Нью-Йорке. Первая персональная выставка состоялась в Галерее искусств Пегги Гугенхейм в 1944 году.
В 1948 году Р. Мотеруэлл арендовал совместно с Уильямом Базиотесом, Барнеттом Ньюманом и Марком Ротко ателье, превратившееся вскоре в авангардистский художественный клуб. В то время художник работал над серией коллажей, навеянных работами Курта Швиттерса и Анри Матисса. В 1949 году начал серию картин, посвящённых Гражданской войне в Испании, полных глубокого гражданского пафоса, в которую вошло более 250 полотен и созданию которой мастер посвятил более трёх десятилетий.
В начале 70-х годов XX века художник возвращается к символизму. Особенно увлекает его тематика Средиземноморья, которую он исполняет лёгкими, светящимися красками.
В 1989 году награждён Национальной медалью в области искусств.
Был женат на художнице Хелен Франкенталер.

## Избранные работы
- «Переправа», 1948, Нью-Йорк, собрание Джона Д.Рокфеллера
- «Инк скетч. Элегия номер 1», 1948
- «Лето в Италии», 1960, Штутгарт, Государственная галерея
- «Элегия об Испанской республике, номер 34», 1957, Буффало, галерея искусств Олбрайт-Нокс.